# Kromosom 22 (čovjek)
Kromosom 22 u kariotipu čovjeka je autosomni kromosom, dvadeset prvi i predzadnji po dimenzijama i broju nukleotida (najmanji kromosom u čovjeka je 21.). Prema položaju centromere pripada akrocentričnim kromosomima i svrstan je u G skupinu kromosoma. Sastoji se od 49 milijuna nukleotida što predstavlja oko 1,5 ukupne količine DNK u stanici.
Godine 1999. znanstvenici iz projekta ljudskg genoma objavili su da je kromosom 22 prvi ljudski kromosom koji je u potpunosti sekvenciran.
Potvrđeno je da kromosom 22 sadrži oko 600 gena, ali se pretpostavlja da ih ima oko 800.

## Geni kromosoma 22
Neki od važnijih gena kromosoma 22 jesu:
- TBX1: T-box 1
- COMT: katekol-O-metiltransferaza
- NEFH: neurofilament, teški polipeptid 200 kDa
- CHEK2: CHK2 checkpoint homolog
- NF2: neurofibromin 2
- SOX10: SRY-box 10
- EP300: E1A vezujući protein p300
- WNT7B
- SHANK3

## Bolesti vezane za kromosom 22
Poznat je sadržaj i raspored gena kromosoma 22 čije mutacije izazivaju niz nasljednih bolesti. Najvažnije bolesti vezane za mutacije na kromosomu 22 jesu:
- amiotrofična lateralna skleroza
- rak dojke
- DiGeorgeov sindrom
- sindrom delecije 22q11.2
- sindrom distalne delecije 22q11.2
- sindrom delecije 22q13 ili Phelan-McDermidov sindrom
- Li-Fraumenijev sindrom
- neurofibromatoza tip 2
- Rubinstein-Taybijev sindrom
- Waardenburgov sindrom
- methemoglobinemija
- shizofrenija[4]